# Бузаш
Бузаш (рум. Buzaș) — село у повіті Селаж в Румунії. Входить до складу комуни Рус.
Село розташоване на відстані 373 км на північний захід від Бухареста, 42 км на схід від Залеу, 59 км на північ від Клуж-Напоки.

## Населення
За даними перепису населення 2002 року у селі проживали 172 особи, усі — румуни. Усі жителі села рідною мовою назвали румунську.